# Munseyella oborozukiyo
Munseyella oborozukiyo is een mosselkreeftjessoort uit de familie van de Pectocytheridae. De wetenschappelijke naam van de soort is voor het eerst geldig gepubliceerd in 1982 door Yajima.